# Frestelse
Frestelse är något som verkar lockande för en individ. Att falla för en frestelse innebär att man handlar på ett sätt som man sedan ångrar. Skuldkänslor kan uppkomma då handlingen kanske är emot lagen, den drabbar den personliga ekonomin, den är oetiskt, den skadar hälsan, eller är emot vad som anses normalt.
I vardagen säger man frestelse om diverse bakverk som till exempel semlor och chokladtårtor. Ordet ingår även i namnet på maträtten Janssons frestelse.

## Frestelse inom kristendomen
Frestelser är enligt den kristna läran djävulens påhitt. När en människa blir lockad till att begå en synd och/eller omoraliska handlingar är det djävulen som frestar.